# Navicella Voschod
La Voschod (in russo: Восход, "Alba") è un veicolo spaziale costruito per il programma spaziale sovietico, come parte del programma Voschod per il volo umano. Era un successore della navicella Vostok. La Voschod 1 venne usata per un volo con equipaggio di tre persone, mentre la Voschod 2 aveva un equipaggio di due membri. Consisteva di un modulo di rientro sferico (diametro di circa 2,3 metri), in cui alloggiava l'equipaggio e parte della strumentazione, ed un modulo conico per l'equipaggiamento (massa di 2,27 tonnellate, lungo 2,25 metri, largo 2,43 metri), che conteneva il propellente ed il sistema di propulsione. La Voschod venne sostituita dalla Sojuz a partire dal 1967. 

## Disegno
La navicella Voschod era, fondamentalmente, una Vostok a cui era stato aggiunto un retrorazzo a combustibile solido sopra il modulo di rientro. Il sedile eiettabile venne rimosso per aumentare lo spazio disponibile e vennero inseriti due o tre sedili, spostati di 90 gradi rispetto alla posizione che aveva l'equipaggio della Vostok. Non erano previsti sistemi per l'evacuazione dell'equipaggio in caso di emergenza durante il lancio o l'atterraggio.
La mancanza di spazio comportò il fatto che i tre membri dell'equipaggio non indossassero tute spaziali pressurizzate. Nella missione Voschod 2 entrambi i membri dell'equipaggio indossavano tute pressurizzate, in quanto la missione comportava attività extraveicolare, attraverso una camera stagna gonfiabile. Questo permise al cosmonauta Aleksej Leonov di uscire e rientrare nel veicolo. La necessità dipendeva dal fatto che il sistema elettrico e di controllo ambientale del veicolo erano raffreddati ad aria, e la completa depressurizzazione della capsula avrebbe comportato surriscaldamento. La camera stagna pesava 250 kg, con un diametro di 70 cm ed una lunghezza di 77 cm, quando era ripiegata per le fasi di lancio. In orbita, aveva una lunghezza di 2,5 metri ed un diametro interno di 1 metro ed esterno di 1,2 metri. Il secondo membro dell'equipaggio indossava la tuta pressurizzata come misura di sicurezza per eventuali depressurizzazioni accidentali del modulo di rientro. Dopo l'attività extraveicolare, la camera stagna veniva rilasciata nello spazio.
La mancanza di sedili eiettabili significava che l'equipaggio sarebbe atterrato all'interno del veicolo, diversamente dai cosmonauti della Vostok, che si eiettavano ed atterravano con un paracadute. Per questo, venne sviluppato un nuovo sistema di atterraggio, che al paracadute aggiungeva un piccolo razzo a propellente solido. Questo entrava in funzione con il modulo di rientro vicino al terreno, e permetteva un atterraggio più morbido. Venne inoltre aggiunto un retrorazzo di sicurezza a propellente solido, sul modulo di rientro. La Vostok aveva un solo retrorazzo a propellente liquido. Un dispositivo di emergenza non era necessario, in quanto i rifornimenti per dieci giorni permettevano di attendere il decadimento naturale dell'orbita, in caso di guasto del retrorazzo.  
La navicella era portata in orbita da un vettore Voschod, anch'esso derivato dal precedente vettore Vostok, a sua volta derivato dal missile ICBM R-7.

## Vostok 3KV (1964)
Anche conosciuta come Voschod, adattamento della capsula Vostok per tre cosmonauti. Questa versione volò due volte, la prima senza equipaggio (Cosmos 47) il 6 ottobre 1964, e la seconda, con equipaggio, il 12 ottobre 1964, come Voschod 1.

### Dati tecnici
- Equipaggio: 3 (senza tute)
- Durata massima: 14 giorni
- Lunghezza complessiva: 5 m
- Diametro massimo: 2,4 m
- Massa complessiva: 5682 kg
- Massa del propellente: 362 kg
- Spinta del motore principale: 15,83 kN
- Alimentazione: batterie; 24,0 kW totali

### Modulo di rientro
- Equipaggio: 3
- Diametro: 2,3 m (capsula)
- Massa totale: 2900 kg
- Controllo di assetto: nessuno
- Atmosfera: ossigeno + azoto a 1 atm
- Controlli: come nella Vostok 3KA
- Sistema di atterraggio: la capsula rientra con traiettoria balistica, il lato coperto dallo scudo termico viene orientato tramite un opportuno spostamento del centro di gravità della capsula.
- Paracadute: singolo con retrorazzi per atterraggio morbido. L'equipaggio rimane nella capsula.

### Modulo della strumentazione
- Lunghezza: 2,3 m
- Diametro massimo: 2,4 m
- Massa totale: 2,300 kg
- Massa del propellente: 275 kg
- Spinta: 15.83 kN
- Alimentazione: Batterie; 24 kW totali, 0,20 kW medi

### Modulo ausiliario dei retrorazzi
Lunghezza: 0,6 m
Diametro massimo: 0,3 m
Massa totale: 143 kg
Massa del propellente: 87 kg
Spinta: 117,7 kN

## Voskhod 3KD (1965)
Questa versione volò due volte: il 22 febbraio 1965, senza equipaggio (come Cosmos 57) ed il 18 marzo 1965, con equipaggio, come Voschod 2.

### Modulo di rientro
Modulo di rientro: Voschod SA (Spuskaemyj Apparat), anche noto come Sharik (Sfera).
- Equipaggio: 2
- Lunghezza: 2,3 m
- Diametro: 2,3 m
- Massa: 2900 kg
- Massa dello scudo termico: 837 kg
- Equipaggiamento di recupero: 151 kg
- Il paracadute si apre a 2,5 km di quota
- L'equipaggio atterra nella capsula, l'atterraggio è ammorbidito da razzi attivati dal contatto.
- Accelerazione al rientro (balistico): 8 g

### Modulo dell'equipaggiamento
Modulo dell'equipaggiamento: Voschod PO (Pribornyj Otsek).
- Lunghezza: 2,25 m
- Diametro: 2,43 m
- Massa: 2300 kg
- Equipaggiamento in scomparto pressurizzato
- Motore principale (TDU): 397 kg
- Spinta del motore principale: 15,83 kN
- Massa del propellente del motore principale: 275 kg
- Sistema elettrico: Batteries
- Sistema elettrico: 0.20 average kW
- Sistema elettrico: 24.0 kW h

### Modulo retrorazzi ausiliari
Modulo dei retrorazzi ausiliari: Voschod KDU, anche noto come Unità motore.
- Lunghezza: 0,60 m
- Diametro: 0,25 m
- Massa: 143 kg
- Spinta del motore: 118 kN
- Propellente: Solido
- Massa del propellente: 87 kg

## Dati generali
- Massa totale:5682 kg
- Lunghezza totale: 5,0 m
- Durata massima: rifornimenti per 14 giorni in orbita
- Lanciatore: Voschod 11A57
- Orbita tipica: 163 km x 591 km, inclinazione di 64,8°